# Oorlog van Urbino
De Oorlog van Urbino (1517) was een bij-episode van Italiaanse Oorlogen.
Het conflict ontstond na de Oorlog van de Liga van Kamerijk (1508 - 1516), toen Francesco Maria I della Rovere besloot om voordeel te halen uit de ontstane situatie door het hertogdom Urbino te heroveren, waar hij het jaar daarvoor verdreven was.
Begin 1517 stelde hij zichzelf op aan de muren van Verona om de troepen te huren die de stad hadden omsingeld tijdens het beleg en nu zouden terugkeren naar de Republiek van Venetië. Della Rovere trok met een leger van zo'n 5000 infanterie en 1000 paarden waarover hij de leiding gaf aan Federico II Gonzaga. Op 23 januari arriveerde hij bij de muren van Urbino. Hij versloeg de pauselijke condottiero Francesco del Monte en werd bij zijn intocht toegejuicht door de bevolking.
Paus Leo X reageerde door snel een leger te huren van 10.000 man onder Lorenzo II de' Medici, Renzo di Ceri, Giulio Vitelli en Guido Rangoni die hij naar Urbino stuurde. Lorenzo raakte gewond door een haakbus op 4 april tijdens het beleg van het Mondolfokasteel en keerde terug naar Toscane. Hij werd vervangen door kardinaal Bibbiena. Deze was echter niet in staat om de troepen in de hand te houden en werd verslagen bij Monte Imperiale, waarbij grote verliezen werden geleden. Hij trok zich hierna terug in Pesaro.
Door geldgebrek van Francesco Maria della Rovere kwam de oorlog tot een einde toen hij niet meer in staat was de troepen te betalen. Na wat plunderingen in Toscane en Umbrië die weinig opleverden, probeerde hij zich met de paus te verzoenen. In september tekenden ze een verdrag waarin della Rovere ontslagen werd van alle kerkelijke censuur en vrij was om met al zijn aanhangers naar Mantua te vertrekken met medeneming van de rijke bibliotheek die door de eerdere graaf Federico da Montefeltro was opgebouwd.
Dit was de eerste oorlog voor Giovanni dalle Bande Nere.